# Breda-Zappata BZ.308
Breda-Zappata B.Z.308 je bilo štirimotorno propelersko potniško letalo, ki ga je zasnovala italijanska Breda v 1940ih. Namenjen je bil evropskim in transatlantskim letom. Glavni načrtovalec je bil Filippo Zappata, načrtovanje se je začelo leta 1946. Prvi let je bil avgusta 1948, testni pilot je bil Mario Stoppani. 
B.Z.308 je bil povsem kovinske konstrukcije, imel nizko nameščeno kantilever krilo in uvlačljivo tricikel pristajalno podvozje. Trup je imel ovalni presek.
Program so preklicali tudi zaradi pritiska s strani zaveznikov, ki niso hoteli, da bi Italijani razvijali svoja potniška letala. Zgradili so samo prototip, kljub temu, da je imel nekaj naročil.

## Specifikacije (B.Z.308)
Podatki iz Jane's All The World's Aircraft 1951–52; Bridgman 1951, p. 153c.
Splošne značilnosti
- Posadka: 5 (2 pilota, inženir leta, navigator in radio operater)
- Število sedežev: 54 potnikov
- Dolžina: 33,52 m (110 ft 0 in)
- Razpon kril: 42,1 m (138 ft 1 in)
- Višina: 7,15 m (23 ft 5 in)
- Površina kril: 208 m2 (2.240 sq ft)
- Vitkost: 8,55:1
- Teža praznega letala: 27.500 kg (60.627 lb)
- Maks. vzletna teža: 46.500 kg (102.515 lb)
- Kapaciteta goriva: 18000 L
- Pogon letala: 4 × Bristol Centaurus 568 18-valjni zračnohlajeni radialni motor, 1.900 kW (2.500 hp)  vsak

Zmogljivost
- Maks. hitrost: 573 km/h (356 mph; 309 kn)
- Potovalna hitrost: 441 km/h (274 mph; 238 kn) na višini 4.300 m (14.100 ft)
- Hitrost pri porušitvi vzgona: 135 km/h (84 mph; 73 kn)
- Doseg: 7.700 km (4.785 mi; 4.158 nmi)
- Višina leta: 8.000 m (26.247 ft)